# 我的早更女友
《我的早更女友》（英語：Meet Miss Anxiety）是由郭在容执导，由周迅、佟大為、鐘漢良、張梓琳領銜主演的爱情喜剧电影。

## 演員陣容
| 演員姓名 | 角色名稱 | 介紹 |
| 周迅     | 戚嘉     |      |
| 佟大為   | 袁曉鷗   |      |
| 鐘漢良   | 劉翀     |      |
| 張梓琳   | 林舒兒   |      |

### 其他演員
| 演員姓名 | 角色名稱     | 介紹 |
| 郭書瑤   | 戚嘉大學室友 |      |
| 白客     | 林舒兒男朋友 |      |

## 電影歌曲
| 曲別   | 歌名         | 演唱者 | 作詞   | 作曲   | 備註 |
| 主題曲 | 老地方       | 張靚穎 | 江林峰 | 崔勝鉉 |      |
| 插曲   | 胡擼胡擼瓢兒 | 大張偉 | 大張偉 | 大張偉 |      |

## 工作人員
- 監製：
- 製作人：曹華益、孫忠懷、田甜
- 導演：郭在容
- 編劇：曹金玲、寶卿、嚴蘇倩
- 摄影：Ko Su Bok，Park Chocoe Bog
- 配乐：刘嘉，游明勋
- 美术设计：刘晶
- 服装设计：李珲
- 製作公司：未來影業、天悅東方文化傳媒
- 發行公司：新麗電影、好孩子國際娛樂有限公司